# Stazione di Gavignano Sabino
La stazione di Gavignano Sabino  è una fermata ferroviaria posta sulla linea Firenze–Roma; si trova nel territorio di Forano, nella frazione di Gavignano Sabino.
È servita dai treni della FL1, che collegano la città con Orte, Roma e Fiumicino Aeroporto.

## Storia
La fermata venne attivata il 4 maggio 1942.

## Strutture ed impianti
Il fabbricato passeggeri dell'attuale stazione ospita un Bar.

## Servizi
- Biglietteria automatica
- Bar e tabacchi
- Sottopassaggio
- Parcheggio di scambio
- Distributori automatici di snack e bevande

## Interscambi
- Fermata autolinee COTRAL